# 拉弗洛雷斯塔 (烏拉圭)

拉弗洛雷斯塔（西班牙語：La Floresta），是烏拉圭的城鎮，位於該國南部，由卡內洛內斯省負責管轄，處於蒙得維的亞以東54公里，始建於1909年，海拔高度15米，2011年人口1,595。
34°45′18″S 55°40′33″W / 34.75500°S 55.67583°W